# 堂島取引所
株式会社堂島取引所（どうじまとりひきじょ、英: Osaka Dojima Exchange, Inc.、　略称: ODEX）は、先物取引を行う取引所を運営する日本の株式会社である。かつて、商品先物取引法上の「会員商品取引所」の法人形態であったが、2021年4月1日に株式会社に組織変更され、同法上の「株式会社商品取引所」となった。

## 概要
堂島取引所は、江戸時代の大坂堂島にあった堂島米会所の流れを汲む商品先物の取引所である。
大阪穀物取引所（本所の母体）は、旧大阪堂島米穀取引所の伝統を受け、米穀、雑穀等の大阪商人が中心となって、大阪市西区阿波座で誕生した。大阪の堂島は先物取引発祥の地であるというプライドをかけている。
1993年10月1日、大阪穀物取引所は、「大阪砂糖取引所」と「神戸穀物商品取引所」を吸収合併し、「関西農産品商品取引所」に名称を変更した。さらに1997年4月1日、「神戸生絲取引所」も吸収合併し、「関西商品取引所」に名称を変更した。
2005年8月1日時点では、農産物市場68名、農産物・飼料指数市場52名、水産物市場46名、砂糖市場36名、繭糸市場18名の会員によって組織されていた。会員は一般会員と受託会員があった。
2006年12月1日、関西商品取引所は福岡商品取引所を吸収合併した。
2011年7月1日、農林水産省がコメ先物の2年間の試験上場を認可し、8月8日から2年間の試験上場という形で、東京穀物商品取引所と関西商品取引所で72年ぶりに米相場が復活した。
第35回臨時総会（2012年、平成24年3月30日開催）において、次期取引システムの導入が承認され、「取引マッチングシステム」をインタートレードに、清算系システムをエヌ・ティ・ティ・コミュニケーションズに発注した。次期取引システムは備えていたザラバ機能に板寄せ機能を追加した。
2012年9月3日、板寄せ仕法で取引が開始され、2018年10月に新取引システムによる「ザラバ取引」に移行した。
2013年2月12日、関西商品取引所は堂島米会所にあやかる形で、法人名称を「大阪堂島商品取引所」に改名した。また、東京穀物商品取引所から「東京コメ」の先物取引を移管して日本唯一の米先物取引所となった。
2020年10月12日、経営再建に向けた有識者会議「経営改革協議会」（議長：土居丈朗慶応大教授、副議長：重光達雄 SBI ホールディングス株式会社顧問）は、コメの現物と先物に加えて、農産物先物や工業品先物、金融先物も幅広く取り扱う「総合取引所」を目指すことを求める最終提言を取りまとめた。この提言では、第二の総合取引所グループとして、JPXの対抗馬になることを求める将来構想を提示した。経営改革協議会は、経営陣に対して下記の経営改革を要求した。
- 2021年1月を目途に株式会社化して、増資による資本の充実と同時に企業統治が効いた経営効率の高い取引所運営を目指す。
- コメ関係者や内外金融機関に出資を呼び掛ける一方で、経営陣を刷新する。
- 小口化などの商品設計の見直しを行い、当面は農林水産省所管の農産物取引所として取引量の拡大を目指す。
- SBIグループから流動性提供などの支援を受ける。
- コメ先物の本上場が認められず試験上場が終了した場合でも、現物市場での取引実績や経営体質を強化した上で再度上場を目指す。

2021年4月、SBIホールディングスやジャパンネクスト証券、オプティバー、岡安商事、豊トラスティ証券など8社から20億円の出資を受け、株式会社へ組織変更し、「株式会社大阪堂島商品取引所」となった。この結果、SBIホールディングスと傘下のジャパンネクスト証券で議決権の33％超となり、SBI系の取引所となった。
近年は同種の商品が上場されている日本取引所グループ（JPX）傘下の大阪取引所へ取引が集中しているため本取引所の取引高は非常に減少しており、取引所の収入は旧神戸生絲取引所の建物等からの賃貸料収入が大半を占める。2021年7月の取引高は、大阪取引所が2587万枚だったのに対して、堂島取引所は7万枚余りに止まっており、両社の格差は大きい。現在のODEXは、JPX傘下の東京商品取引所と同様に、商品先物取引法上の「株式会社商品取引所」であるが、日本初かつ唯一の「総合取引所」となった大阪取引所は、金融商品取引法上の「株式会社金融商品取引所」であり、根拠法が異なっている。
2021年7月16日、大阪堂島商品取引所は、試験上場期間の延長を繰り返してきたコメ先物について、恒久的に取引できる本上場の認可を申請したが、農林水産省がこれを認可しなかったため上場廃止になった。
2021年8月3日、SBIホールディングスと大阪府・大阪市との間で国際金融都市構想に関する事業連携協定が締結され、SBIホールディングスが堂島取引所の総合取引所への転換を全面支援することを発表した。
2021年8月10日、法人名称を「商品」（コモディティ）を抜いた「株式会社堂島取引所」に改めた。農産物先物だけでなく、工業品先物と金融先物も取り扱う総合取引所を目指す方針を明確にした。「大阪」も抜いているが、英語の社名には"Osaka"を残している。
2023年1月16日 、貴金属の先物市場の開設が国に認可され、3月27日から金・銀・白金の先物取引を開始した。
2024年6月17日、旧神戸生絲取引所が入居していた「神戸シルクセンタービル」を約40億円で売却することが明らかになった。堂島取引所は株主などに対し、大阪本社ビルも今後、売却する計画を伝えている。資産売却で得た資金は経営再建に充てる。
2024年6月21日、コメ先物に代わる主力商品として、日本初となる米穀指数の先物市場の開設が国に認可され、8月13日から「堂島コメ平均」の指数先物取引を開始した。

### 事業所
- 本社
  - 住所：〒550-0011 大阪府大阪市西区阿波座1丁目10番14号[19]
  - 交通機関：大阪メトロ 四つ橋線・中央線・御堂筋線 本町駅23番出口 徒歩5分[19]
- 東京支社
  - 住所：〒105-0001 東京都港区虎ノ門5丁目2番6号虎ノ門第2ワイコービル8F[19]
  - 交通機関：東京メトロ 日比谷線 神谷町駅2番出口 徒歩1分[19]

### 取引時間
- 日中立合：午前8時45分～午後3時45分（米穀指数市場・農産物市場・貴金属市場）[20]
- 夜間立合：午後5時～翌日午前6時まで（貴金属市場のみ）[20]

### 堂島取引所が目指す姿
堂島取引所は次の３つの柱を掲げ、「世界に伍する総合取引所」になることを目指している。
| Customer-Oriented | 利用者にとって使いやすい市場           | - 利用者が安心かつ信頼して利用できる市場インフラを提供する。 - 機関投資家や実需事業者などの多種多様なヘッジニーズを発掘する。 - 個人投資家が参入しやすい設計のエッジの効いた多様なデリバティブ商品の提供を図る。 - 透明性と利便性の高い市場を目指す。 |
| Global            | アジアにおけるクロスボーダーハブ型市場 | - 主たる流動性供給の担い手である海外の機関投資家や取引所との連携等を通じた裁定取引の機会を提供する。 - アジアにおけるクロスボーダー取引のハブを担うグローバル市場を目指す。                                                                           |
| Innovative        | 既存市場の枠にとらわれない新しい市場   | - 従来の農産物を対象とするデリバティブのみならず、貴金属、ESG関連資源、株価指数、為替、暗号資産を対象とするデリバティブなど、幅広い金融商品を取り揃える。 - 金融リスクマネジメントを必要とするあらゆる取引のヘッジが可能な総合取引所市場を目指す。    |

### 大阪国際金融都市構想との関係
香港では、2019年逃亡犯条例改正案に反対する2019年-2020年香港民主化デモが発生した。中国政府はこれを弾圧するため、2020年に国家安全維持法を香港に適用し、「一国二制度」が事実上崩壊した。菅義偉内閣は、政情不安の香港に代わるアジアの金融センターを日本につくる「国際金融都市構想」を掲げた。菅義偉首相（当時）は、2020年10月5日に実施した日本経済新聞などのインタビューで、「海外から金融関係の人材を呼び込むことで市場の活性化が期待できる。税制上の措置や行政の英語対応、在留資格上の問題にスピード感をもって政府一体で取り組む」と話した。菅は「東京の発展を期待するが、他の地域でも金融機能を高めることができる環境をつくっていきたい」と述べ、東京・大阪・福岡の3都市で構想を推進していく。この構想を後押しするため、自民党の片山さつき参院議員と首都圏と大阪・福岡選出の議員ら計8人が発起人となり、国際金融都市構想の実現に向けた制度改正に取り組む「国際金融センター構想を応援する議員の会」を設立した。片山は、世界に冠たる金融都市を目指す東京、先物取引を扱う堂島取引所を中心とする大阪、アジアに近い福岡は、それぞれ「全く違う個性を持っている。おのおのの方向で発展させてほしい」と話し、「金融都市として3都市が挙がるのは良いことであり、強靱性が増す」として、都市機能の分散化と3都市の共存が国土強靭化の観点から望ましいとの考えを示した。　
大阪府と大阪市は、夢洲で2025年大阪・関西万博が開催され、統合型リゾート（IR）も計画されている機会を捉えて、世界中から大阪に投資を呼び込み、ビジネスチャンスを生み出すことで日本経済の成長をけん引する「大阪国際金融都市構想」を推進している。推進組織として、行政・経済界・各種団体で構成する「国際金融都市OSAKA推進委員会」が2021年3月に設立された。この委員会には、大阪取引所、堂島取引所、SBIホールディングス、ジャパンネクスト証券などが参画している。
2021年8月には、SBIホールディングスと大阪府・大阪市との間で事業連携協定が締結され、国際金融都市OSAKAの情報発信、金融リテラシー教育、スタートアップの成長支援などで協力することになった。SBIグループは、堂島取引所の総合取引所化に向けた全面支援、私設取引システム運営会社（PTS）「大阪デジタルエクスチェンジ」（ODX)の創設、フィンテック企業の集積地形成などにも取り組む。また、関西地域におけるSBIグループの事業拠点として、大阪市北区中之島3-2-18の住友中之島ビルにSBIホールディングス大阪本社を新設し、大阪デジタルエクスチェンジなどのグループ各社の大阪拠点を集約することを発表した。ODXは株式PTS事業に参入した上で、日本初のセキュリティトークン (電子記録移転権利)取引市場を開業した。
SBIホールディングスの北尾吉孝社長は、「首都機能型」の東京とは異なる「クロスボーダー型」の国際金融センターを大阪と神戸に誘致する構想を持っており、その中核として堂島取引所とODXを位置付けている。
2024年3月28日、「国際金融都市OSAKA推進委員会」の総会に出席した北尾は、堂島取引所が2月に上場を申請した米穀指数先物について、「私はコメの先物に反対する勢力と戦ってきた。堂島はコメ先物の発祥地なので、何が何でも復活させないといけない。」と語った。新商品について、「貴金属市場を始めたが、次にどうしてもやりたいのは排出権取引だ。」と述べ、排出権を上場する構想を明かした。地方創生の取り組みとして、二酸化炭素の排出量が多い都会と少ない地方との間で取引する市場にしたいと語った。
2024年8月20日、ANAクラウンプラザホテル大阪で「堂島コメ平均」の上場を祝うセレモニーが開かれ、国際金融都市OSAKA推進委員会の会長を務める関西経済連合会会長の松本正義、副会長を務める大阪府知事の吉村洋文と大阪市長の横山英幸、SBIホールディングス社長の北尾吉孝が祝辞を述べた。堂島取引所社長の有我渉は、「特定の産地品種銘柄に限らないため多くの業者が参加でき、海外の投資家にも開かれている。世界に打って出る商品に育てたい」と抱負を述べた。日本経済新聞社の取材に応じた有我社長は、毎年1つは新商品を上場したいと話し、2024年秋にも新たな中期経営計画を発表して収益力の強化策などを明らかにする考えも示した。松本は「将来の需要やリスクに目を凝らし、必要な手を打つことが重要となっている今、こういった市場ができることは、関西のみならず、日本としても意義が大きい。この市場が多くの方に利用されて、日本の農業の発展と食糧安全保障の強化に寄与することを願う。」と述べた。吉村は「大阪の国際金融都市構想を進めるうえで非常に大きな一歩。一つの世界的指標に堂島コメ平均がなることを願っている」と期待を語った。横山は「コメの先物取引が始まることは大変意味があることだ。エッジの効いた政策で東京の株式市場に負けないようなデリバティブ商品を扱う金融都市を目指すためにも、大阪がやるべきことはたくさんある。」と述べた。北尾は「コメの価格は生産側と卸売業者の相対で決めているため透明性が課題だったが、ベンチマークとして活用できるので、透明性に資するものだと思う。」と述べ、米穀指数市場の「3つの大義」として、「国際金融都市OSAKAの実現」「生産者・卸売・消費者の課題解決」「イノベーターとしての堂島取引所の復活」を挙げた。北尾は、堂島取引所が新商品として排出権取引や暗号資産取引を検討していることを明かした。
2025年3月4日、ブルームバーグは堂島取引所が円建てビットコイン先物の上場準備を進めていると報じた。ビットコイン先物の上場が実現すれば伝統的な取引所としてはアジア初となる見込みである。
堂島取引所は、大阪取引所、ODXと共に、大阪国際金融都市構想の一翼を担う存在になることが期待されている。

## 業績
2023年3月期まで10期連続の赤字であり、2024年3月期の業績も、営業収益が57,313千円に対し、営業費用755,203千円となり、561,336千円の当期純損失を計上した。これにより、11期連続の赤字となっている。

## 将来構想
「経営改革協議会」の最終提言では、「先物市場はしっかりした現物市場があってこそ成り立つ派生商品市場である」と指摘しており、コメの現物取引所と先物取引所の両方を運営することを堂島取引所に求めている。さらに、「単にローカルな一取引所として延命策を模索するのではなく、総合取引所となった日本取引所グループに競合できるほどの存在感を有する将来構想」を描く必要性を訴えている。北尾吉孝SBIホールディングス社長は、堂島取引所を日本取引所グループ（JPX）に伍する総合取引所とすることを目指している。日本商品先物振興協会の多々良実夫会長（豊トラスティ証券会長）は、日本の金融市場をJPXが独占していることを指摘しており、堂島取引所がJPXに対抗できる総合取引所グループになれば、競争を通じて両社の競争力が向上し、投資家へのサービス向上につながると述べている。また、同じ上場銘柄を二つの取引所が取り扱うことで、裁定取引で利鞘を得る機会を投資家に提供できるようになるとする意見もある。

### 取引所持株会社
金融商品取引法上の金融商品取引所持株会社を設立し、取引所持株会社が現物取引所と先物取引所、および両方の取引所の清算業務を行う中央清算機関を保有する。堂島取引所の企業集団が総合取引所グループとなり、JPXと競争できる事業体制を確立する。

### 米現物取引所
- 電子取引プラットフォーム（英語版）によるコメの現物取引を行う卸売市場と消費者市場を運営する[4][43]。
- 日本全国の主力取引銘柄の⾼値帯・中値帯・安値帯の米価指標を提供する。
- 主な利害関係者（ステークホルダー）は、都市銀行、地方銀行、ネット銀行、保険会社、国内外の取引所、証券会社、ネット証券、商品先物取引業者、総合商社、地方公共団体、新聞社、通信社、生産者・生産者団体、集荷業者、米販会社、大手スーパーマーケットなどである[43]。

### 先物取引所
- シカゴ・マーカンタイル取引所（CME)などの海外取引所の上場商品について、円建て商品を取り扱う[4][43]。
- 現物市場の米穀や輸出米の価格を指数化し、株価指数先物に匹敵する米価指数先物を組成して、先物市場に資金と情報を集める[4][43]。
  - 2024年6月から米穀指数「現物コメ指数」の公表を始め、2024年8月から米穀指数先物「堂島コメ平均」が取引されている。
- 農林水産省所管のコメ、大豆、トウモロコシなどの農産物先物に加えて、日本では未上場の天候デリバティブの上場を目指す[4][43]。
  - 小豆、粗糖、米国産大豆、トウモロコシ50の先物が取引されている[44]。
  - 大阪取引所では、一般大豆、小豆、トウモロコシの先物が取引されている[45]。
  - 東京金融取引所は、ロンドン国際金融先物・オプション取引所（LIFFE）（英語版）と共同で天候デリバティブの商品開発を計画していたが[46]、上場はいまだ実現していない。
- 経済産業省所管の金、原油価格、天然ガスなどの資源先物の上場を目指す[4][43]。
  - 2023年3月から金・銀・白金の先物が取引されている。
  - 大阪取引所では、金・銀・白金に加えて、パラジウムの先物も取引されている[47]。
  - 大阪取引所では、天然ゴムのくん煙シート（RSS3）と技術的格付けゴム（TSR20）の先物が取引されている[48]。また、2025年5月から上海先物取引所（中国語版、英語版）の天然ゴム先物（RU）を対象とする上海天然ゴム先物が円建てで取引されている[49][50]。
  - 大阪取引所では、2021年9月からCME原油等指数先物が円建てで取引されている[51][52]。この指数は、CMEグループのニューヨーク・マーカンタイル取引所 (NYMEX)で取引されているウェスト・テキサス・インターミディエイト(WTI)原油先物[53]、Reformulated Blendstock for Oxygenate Blending (RBOB)（英語版）ガソリン先物[54]、超低硫黄軽油(ULSD)先物[55]の3つから構成される[51][56]。
  - 東京商品取引所では、プラッツドバイ原油、バージガソリン、バージ灯油、バージ軽油、東エリア・ベースロード電力、西エリア・ベースロード電力、東エリア・日中ロード電力、西エリア・日中ロード電力、東エリア・週間ベースロード電力、西エリア・週間ベースロード電力、東エリア・週間日中ロード電力、西エリア・週間日中ロード電力、LNG（プラッツJKM）、中京ローリーガソリン、中京ローリー灯油の先物が取引されている[57]。
  - 東京金融取引所の取引所CFD「くりっく株365」では、金ETF、銀ETF、白金ETF、原油ETFの証拠金取引を取り扱っている[58]。
- 金融庁所管の外国株価指数先物と外国為替先物（通貨先物）に加えて、日本では未上場の暗号資産先物や個別株先物（英語版）の上場を目指す[4][43]。外国株価指数先物については、「経営改革協議会」の最終提言に「米株500指数」「米株30指数」「独株指数」と記されており、アメリカのS&P500やダウ工業株30種平均(DJIA)、ドイツ株価指数(DAX)などのベンチマーク指数が想定される[4][43]。
  - S&P500やDAXの先物は日本では未上場である。
  - 大阪取引所では、DJIA[59]、台湾加権指数（TAIEX）[60]、FTSE中国50指数[61]の先物が円建てで取引されている。
  - 大阪取引所では、国内初の通貨先物として、米ドル/日本円、中国オフショア人民元/日本円、ユーロ/日本円の先物を上場し、2026年4月から取引を開始する予定である[62][63]。
  - 東京金融取引所の取引所CFD「くりっく株365」では、日経225、DJIA、Nasdaq-100、ラッセル2000、DAX、FTSE100の証拠金取引を取り扱っているが、S＆P500は取り扱っていない[58]。
- 将来的には先物取引だけでなくオプション取引も取り扱う[4][43]。

### 中央清算機関
堂島取引所は、近隣の大阪取引所といくつかの商品（とうもろこし、大豆、小豆、金、銀、白金）で競合している一方で、JPXの子会社である日本証券クリアリング機構（JSCC）に清算業務を委託しており、JPXが提供する清算インフラに依存している。東京商品取引所の子会社だった日本商品清算機構（JCCH）が東京商品取引所と堂島取引所で成立した取引の債務引受けを行っていたが、2020年7月27日に、東京商品取引所から貴金属市場（金現物取引は移管対象外）、ゴム市場及び農産物・砂糖市場（粗糖は上場廃止）の各商品が大阪取引所へ移管されたことに伴い、JCCHがJSCCに吸収合併された。この合併により、大阪取引所、東京商品取引所、堂島取引所の上場商品デリバティブ取引に係る清算業務をJSCCが引き継いでおり、各取引所の取引参加者がJSCCに払う清算手数料はJPXの収益源の一つになっている。そこで、JPXに対抗するために、堂島取引所も独自の中央清算機関を持とうとするアイデアが示されている。

## 歴史

### 沿革
- 1950年 - 商品取引所法制定
- 1951年 - でん粉・豆類の統制撤廃
- 1951年5月14日 - 神戸生絲取引所の開所
- 1952年4月21日 - 大阪砂糖取引所の開所
- 1952年10月6日 - 大阪穀物取引所の開所（現・株式会社堂島取引所の旧母体）
- 1952年10月8日 - 神戸穀物商品取引所の開所
- 1953年10月1日 - 関門穀物商品取引所の開所
- 1991年10月 - 大阪砂糖取引所がシステム売買導入
- 1992年6月 - 大阪穀物取引所がシステム売買導入
- 1993年10月1日 - 大阪穀物取引所が 大阪砂糖取引所、神戸穀物商品取引所を吸収合併し、「関西農産品商品取引所」に名称変更
- 1995年1月30日 - 阪神・淡路大震災の震災により立会が不可能となったため同年1月17日より立会の停止をしていた神戸生絲取引所は大阪穀物取引所の旧手振り立会場での仮設市場を設置し立会再開（同年2月24日関西農産商品取引所内の仮設市場閉鎖、同年2月27日から従前の神戸市場での立会再開）
- 1997年4月1日 - 神戸生絲取引所を吸収合併し、「関西商品取引所」に名称変更
- 1998年 - 農産物・飼料指数市場を開設、コーン75指数を上場
- 2000年 - 遺伝子組み換え作物でない（NON-GMO）大豆を上場
- 2001年 - コーヒー指数を上場
- 2002年 - 日本国内唯一の水産物市場を開設し、冷凍えびを上場
- 2006年12月1日 - 福岡商品取引所を吸収合併
- 2011年7月1日 - 農林水産省がコメ先物の試験上場認可。72年ぶりに米相場の復活・取引開始。
- 2012年9月3日 - インタートレードが開発した「取引マッチングシステム」（板寄せ仕法）が稼働。
- 2013年2月12日 - 東京穀物商品取引所からコメ先物取引（東京コメ）を引き継ぐ。法人名称が「大阪堂島商品取引所」となる。
- 2018年10月15日 - 取引方法をザラバ取引に変更[3]。
- 2021年4月1日 - 組織変更されて株式会社になる。法人名称が「株式会社大阪堂島商品取引所」になる[65]。
- 2021年7月16日 - コメ先物を恒久的に取引できる「本上場」の認可を農林水産省に申請したと発表した[10]。
- 2021年8月6日 - 農林水産省がコメ先物取引の本上場を認可しない方針を通知した[66]。
- 2021年8月7日 - 試験上場期間が満了し、コメ先物の上場廃止が決定した[66]。
- 2021年8月10日 - 法人名称が「株式会社堂島取引所」になる[67][68]。
- 2022年9月16日 - 貴金属の先物市場開設の認可を農林水産省と経済産業省に申請した[69]。
- 2023年1月16日 - 貴金属の先物市場開設が農林水産省と経済産業省から認可された[70][71]。
- 2023年3月27日 - 金・銀・白金の先物を試験上場し、取引を開始した[13][14]。
- 2024年2月21日 - 米穀指数の先物市場開設の認可を農林水産省と経済産業省に申請した[72][73]。
- 2024年6月21日 - 米穀指数の先物市場開設が農林水産省と経済産業省から認可された[74][75][76]。
- 2024年6月28日 -「現物コメ指数（JRPI：Japanese Rice Price Index）」を初公表した[77][78]。
- 2024年8月13日 - 米穀指数先物「堂島コメ平均」を上場し、指数先物取引を開始した[17][18]。
- 2024年11月5日 - 取引時間を延長した[20]。
- 2024年12月23日 - 東京支社を東京都中央区日本橋茅場町から東京都港区虎ノ門に移転した[79]。
- 2025年5月28日 - 農林水産省が毎月公表する「米に関するマンスリーレポート」を抜粋・整理した「お米のいまをチェック」と「“米に関するマンスリーレポート”ハイライト」を初公表し、米の価格や需給の動向に関する情報発信を始めた[80]。

### コメ先物の試験上場期間（2011年8月～2021年8月）
近年の日本では、日本人の食生活が多様化し、コメの需要が年々減少し、コメ余りの状態が続いた。先物取引を利用することによって、農家の経営力強化につながる、農家の販売先を多様化することと価格形成の透明化が期待されていたため、2011年8月8日、東京穀物商品取引所と関西商品取引所で「コメ先物」が試験上場された。この年の3月末、財団法人「全国米穀取引・価格形成センター」（コメ価格センター）が解散したため、現物取引の価格指標が無くなっており、それに代わる価格指標の提供が期待されていた。2004年の食糧管理制度の大幅改正により、米の流通が自由化されて以降は、集荷団体等の売り手にとっての上場メリットとコメ卸等の買い手にとっての調達メリットが感じられなくなり、コメ価格センターを通じた取引数量が激減したことが解散につながった。
2013年2月12日、関西商品取引所が「大阪堂島商品取引所」に名称変更し、東京穀物商品取引所が閉所したことにより、大阪堂島商品取引所がコメ先物取引を扱う唯一の市場となった。現物決済の標準品は、東京穀物商品取引所から移管された「東京コメ」については茨城県産、栃木県産および千葉県産コシヒカリ、「大阪コメ」は石川県産および福井県産のコシヒカリとなっていた。その後、大阪堂島商品取引所はSBIホールディングスやジャパンネクスト証券などから出資を受け入れ経営基盤を強化していった。大阪堂島商品取引所は、コメ先物を恒久的に取引できる本上場を目指し、2年間の試験上場の期間延長を4回繰り返した。これまで農林水産省が提示してきた本上場の認可基準は、十分な取引高が見込めるか、コメの生産・流通を円滑にするために適当かの2点だった。堂島取引所は営業努力を重ね、取引高を増やすことに注力した。2020年度の取引高は前回の試験上場期間（17年8月～19年8月）と比べて約3倍に伸び、過去最高を記録した。コメ先物取引が活発化し、取引価格は上昇傾向にあった。認可基準を満たせると判断した堂島取引所は本上場を申請した。

### コメ先物の本上場不認可と上場廃止（2021年8月～2022年6月）
しかし、2021年8月、農林水産省は、コメ先物の本上場を認可しないことを決定した。生産業者や流通業者の参加が十分に増えていないことなどを不認可の理由に挙げたが、申請前の堂島取引所との打ち合わせで、農林水産省は取引の参加者数について何も指摘しなかった。このため、認可基準が恣意的だとして、中塚一宏社長（当時）は「青天のへきれきで、甚だ心外だ。ゴールポストを恣意的に動かされた」と農林水産省に抗議した。同省による意見聴取で、堂島取引所は「生産者の参加は増えていて、本上場へ移行したら参加したいと話している人もいる」と訴えた。さらに「主食のコメの価格は国が安定をはかるべきという考えと、市場を活用して決めるべきという考えがことあるごとにぶつかり、混乱をもたらしている」と農政の迷走を非難した。しかし、不認可の決定を覆すことはできなかった。堂島取引所の会議室に揃った取締役たちは「本上場以外はあり得ない」として、試験上場の延長はしない方針を決めた。2011年に72年ぶりに復活したコメ先物は、わずか10年で再び消えることになった。
不認可の決定には、日本国内のコメ流通の４割を握るJAグループが、コメ先物取引の参加に否定的であることが影響した。もし、コメ先物の上場が認められれば、コメの価格が先物市場という透明なマーケットで決定されることになり、それまで、自分達JAグループが相対取引で決めていたコメ価格の主導権が、先物市場に奪われていく、という不安もあった。全国農業協同組合中央会（JA全中）の中家徹会長は、「農家やJAのためにならないことは、すべきではない」と自民党にクギを刺した。最も流通量が多いJAグループの不参加が、市場への参加者数が増えない要因になっている。
JAを支持基盤とする自民党は、堂島取引所への意見聴取の前日、農水省に「厳正に判断すること」を要求し、認可しないよう圧力をかけた。自民党の農林部会は、先物取引の大部分が新潟県産コシヒカリに偏っていて、全国的に広がっていない、価格がゆがみやすい点などをあげ、これでは、コメが投機の対象になり、マネーゲームになってしまう、そして、コメの生産者を不安にさせてしまう、それならば、今まで通り、JAグループがコメ価格を決めるほうがいい、としてコメ先物の本上場に反対を示した。
NHKの取材によると、戦後長い間、国がコメの価格を決めてきて農業の硬直化を招いたとの反省から、「消費者重視」「価格は市場で決まるべき」との理念を持ってコメ政策を進めてきたと、農水省のある幹部は話していたという。関係者によると、2021年6月には本上場を認める方向で動き出していたが、「役所が勝手に話を進めている」などと反発され、自民党を説得できなかった。
一方、農林水産省のこの決定についてSBIホールディングスの北尾吉孝社長は、2021年8月3日、記者団に対し、「堂島はコメの先物取引の発祥の地で、大阪はこれを失ってはいけない。これを否定することは、『無知蒙昧（むちもうまい）』の、経済を知らない、世界を相手にしない人たちだ」と述べ、農林水産省、自民党農林部会などの対応を強く批判した。
2021年8月10日の記者会見で、野上浩太郎農相は、取引に参加する当業者数が横ばいであること、当業者の取引利用意向が減少していること、取引の9割が新潟コシヒカリに偏っていることを不認可の理由に挙げた。また、8月4日、自民党農林・食料戦略調査会と農林部会から、米の現物市場の創設を2021年度内を目途に検討するよう申入れがあった。これを受けて、野上農相は、JAグループを含む関係者による「米の現物市場検討会」で議論し、需給実態に合った価格指標を提供する現物市場の制度設計を進めることを明らかにした。コメの取引は、生産者やJA、卸・小売業者らの間で行われる相対取引が中心で、広く開かれた市場がないため、公平・透明な価格形成が行われていないと指摘されている。今はJAグループが農家から集荷する際に支払う仮払金（「概算金」と呼ばれる）が米相場を左右しており、需要が減っても概算金が上がれば取引価格も値上がりするという消費者から見れば納得しにくい相場になっている。コメ先物の上場廃止で価格指標が消滅したが、大規模コメ農家やJA、コメ卸などは価格指標が必要との認識で一致している。このため、自民党が農林水産省に現物市場の創設を求めていた。
2022年3月には、現物市場の制度設計の取りまとめが行われ、JAなど集荷業者と卸売業者の間の「大口取引」と生産者と卸売業者・実需者の間の「小口取引」の2本立てとする方針が示された。現物市場は買い手と売り手のマッチングの場となり、代表的な産地品種銘柄に関する⾼値帯（最も取引価格が高い価格帯）・中値帯（最も取引量が多い価格帯）・安値帯（中値未満で最も取引量が多い価格帯） 、およびこれらの価格帯に対応した取引量をリアルタイムで公表する。
2022年6月20日をもって新潟コシヒカリやあきたこまちなど主力取引銘柄が上場廃止。2023年11月20日（新潟コシEXW納会日）までに輸出米対象の取引が行われるが、売買実績はなく、事実上のコメ先物終了となった。
コメ先物取引に参加していた新潟県の大規模生産法人「新潟ゆうき」の佐藤正志社長は「先物取引という新しい流通手段が定着すれば、農業全体の風向きが変わる可能性があった。市場を意識することで、これまでJAに頼っていた農家も『経営』という感覚が生まれたきっかけになっていたかもしれない」と上場廃止を悔やんだ。コメ卸からは、新潟コシヒカリに取引が偏るといった商品の使いづらさは、本上場したら修正していけばよかったとの声があった。
10年にわたってコメ先物取引に参加してきたJA大潟村（秋田県大潟村）の小林肇代表理事組合長は、大学卒業後に2年間、アメリカのトウモロコシ農場で働いた経験から、生産者が販売先を多様化でき、価格下落のリスクを回避できる先物の有用性を指摘している。アメリカでは先物を使ったリスク回避が定着しており、トウモロコシを先物取引で売っておかないと銀行からお金を借りられなかったという。多くの生産者は、収穫期の秋にコメがいくらで売れるのか分からないまま、翌年のタネを発注し、翌年春に作付けをしており、採算を見通せないことが経営リスクになっている。先物取引で将来の売却価格を決められれば、所得を確定でき、価格下落で損失を被るリスクを回避できる。小林組合長は、堂島取引所が秋田市内で開いたコメ先物取引のセミナーに登壇し、先物によってリスクを分散する重要性を説いた。堂島取引所はこのようなセミナーを新潟県や宮城県などの産地で開催し、生産者に先物取引への参加を呼びかけてきた。しかし、先物の有用性が認知されておらず、ごく少数の生産者しか活用していない。コメ流通量のうち、堂島取引所で取引されるコメは1％にも満たない水準で、「全体からみればほとんどゼロ」（農水省）なのが現状である。小林組合長は、全中の会長ら幹部に先物取引を活用するよう直談判したことがあるが、聞く耳を持ってもらえず、冷淡な対応だったという。
農水省OBで、キヤノングローバル戦略研究所の山下一仁研究主幹は、価格形成の主導権を誰が握るのか、その意見の隔たりこそが今回の問題の本質だと述べている。流通量をコントロールして米価と販売手数料をできるだけ高い水準で維持したいJAは、自分達がコントロールできない形で独自に価格が形成される先物市場を受け入れられない。生産者にとって、コメ先物契約は保険のようなものであり、豊作で値崩れして「豊作貧乏」になってしまうリスクを回避できる。生産者に代わって価格変動リスクを引き受けるのは、利鞘を狙う不特定多数の投資家や投機家である。先物市場に参加する生産者が増えない理由について、農協がコメの価格を調整している上、生産者の減収を補てんするために、国による手厚い保険的制度があることを挙げている。しかし、この制度には税金が使われているため、先物市場があれば投資家や投機家が引き受けるはずのリスクを納税者が負担させられており、生産者だけでなく、納税者も不利益を被っていると指摘している。

### 貴金属先物の試験上場と米穀指数先物の上場（2022年6月以降）
2022年6月29日の株主総会で中塚一宏社長が退任し、SBIホールディングス出身の村田雅志執行役員が社長に就任した。コメ先物の上場廃止で主力事業を失ってしまった堂島取引所は、再起をかけて貴金属市場の開設を発表し、2023年1月16日、貴金属先物の上場が国に認可された。同日の記者会見で村田社長はコメ先物の再開と農産物･砂糖市場の再活性化に取り組むと述べた。記者からコメ先物への想いを問われ、「当社の社名は、歴史ある『堂島米会所』から命名した。世界で初めて先物取引が生まれた伝統やプライドを後世に引き継ぐものとして受け止め、次世代に繋げるためにもこの取引所をより多くの方に使っていただきたいという想いがある。やはり『堂島』という名前を冠するものとしてコメ先物は取り組むべき課題の一つだ。残念ながら2021年に不認可となってしまったが、さまざまなご指摘をいただいた。挙がってきた課題を短時間で解決することは難しいが、行動しなければ再開することもできない。また、主要農産物であるにもかかわらず公的な場所での価格形成機能が存在しないこと、コメ先物のニーズはあるのに具現化する場所がないこと――をこのままにして良いのかとも思う。その点も踏まえ再開に向けて努力をしていきたい」と答えた。また、「堂島米会所」の流れを汲む歴史をアピールし、取引先の企業、大学や研究機関などと交流を深め、同社の知名度向上に努めると述べた。堂島取引所は、コメ先物取引の再開を求める根強い要望があるため、取引参加者、生産･流通事業者のニーズの把握などを通じて、再上場を模索している。
農林水産省は、2022年11月25日に開かれた自民党の会合で、コメの現物市場を2023年秋にも開設できるようにする方針を示した。その後、シンクタンクである「公益財団法人流通経済研究所」（東京都千代田区）と水稲や野菜の栽培を手がける農業法人の「ぶった農産」（石川県野々市市）が現物市場を開設・運営する意向を示した。
農水省は、2023年1月25日から、現物市場の創設に向けて、米の生産者・集荷団体・卸売業者による「情報共有の場」として「米産業活性化のための意見交換」を開始した。堂島取引所はこの場でオブザーバーとして米相場の情報を提供している。
農水省は、2023年3月24日に開かれた自民党の総合農林政策調査会・農林部会合同会議でコメの現物市場について報告した。「みらい米市場」を運営する流通経済研究所と「グリーンフードテックマーケット」を運営するぶった農産が、それぞれ具体的な事業運営⽅法や価格指標の公表方法を開⽰した。また、農水省は、生産者・集荷業者・卸売業者・実需者の目線で将来の米価を把握するための方法について勉強する「米の将来価格に関する実務者勉強会」を開催した。2023年8月2日の第1回「米の将来価格に関する実務者勉強会」と8月9日の第3回「米産業活性化のための意見交換」では、ぶった農産の佛田利弘社長が「グリーンフードテックマーケット」について、流通経済研究所の折笠俊輔主席研究員が「みらい米市場」について、それぞれ説明した。
大手コメ卸の神明（東京都中央区）、東京商品取引所、堂島取引所、SBIホールディングスなど16社の出資を受け、流通経済研究所は「みらい米市場」を運営する「みらい米市場株式会社」（東京都新宿区）を2023年８月10日に設立し、10月16日に市場を開設した。最大の売り手としてホクレン農業協同組合連合会（北海道札幌市）が参加し、10月18日にオンライン市場に出品する道内の11生産部会とコメ15種類を公表した。
また、ぶった農産と田仲農場（茨城県稲敷市）は、「グリーンフードテックマーケット」の運営会社として「農葉（のうば）」（石川県野々市市）を10月12日に設立し、12月以降に取引を始めると発表した。
コメ現物市場の取引が活発になれば、天候などによる価格変動リスクをヘッジできる先物取引のニーズが高まることが予想される。このため、堂島取引所は独自に「コメ先物の市場開設に係る有識者会議」を開催し、11月28日の初会合にプレゼンターとして「みらい米市場」の折笠社長を招いた。当業者の意見を取り入れた商品設計を行って本上場を申請する準備を始めた。
農水省は、2024年1月30日に「米の将来価格に関する実務者勉強会」のとりまとめを公表した。勉強会では、国産米の安定的な取引を持続するためには、需要に応じた生産や事前契約の拡大に継続して取り組み、供給側で再生産可能な米価を確保する重要性が指摘された。将来価格を予め決めることは、先を見通した経営や需要に応じた生産の実現に寄与する。予め取引価格を決められる取引形態は3種類あり、現時点で行われている「現物先渡相対取引」（事前契約取引）と現時点では行われていない「現物市場先渡取引」及び「先物市場取引」がある。これらの取引形態を組み合わせて活用すれば、各事業者が将来の価格変動に対するリスク抑制を行う場合の選択肢が広がることが期待されると記している。新たな現物市場として「みらい米市場」や「グリーンフードテックマーケット」が開設され、市場取引が拡大している。今後、将来価格を決めることができる取引の選択肢が増え、関係者がそれぞれの事情に応じ活用するようになることが重要であるとまとめている。
堂島取引所は、2024年2月3日までに株主に対して臨時株主総会を開催する旨を通知した。2月下旬にも農林水産省と経済産業省にコメ指数上場の認可を申請する方針を固めたことが明らかになった。指数の算出手法は有識者による検討委員会で詰めており、3月末までにまとめる方針だと報じられた。そして、2月21日、堂島取引所は市場価格から算出する米穀指数先物の本上場に向け、農林水産相と経済産業相に認可申請したと発表した。農水省が毎月発表する相対取引契約の平均価格を元に算出した平均米価の将来の数値を対象とする米穀指数先物取引を開始する。上場廃止になったコメ先物取引では、新潟県産コシヒカリや秋田県産あきたこまちといった特定産地銘柄を取り扱う場合にフルヘッジ(価格変動リスクの100%回避)ができたが、最終取引日には現物の受け渡しが必要で、対象地域の生産者以外は参加しにくく、米業界全体の賛同を得ることが難しかった。どの地域の生産者でも参加しやすい市場にするため、産地品種銘柄を限定せず、日本全国の主食用米の平均価格を指数化して、取り扱う米穀全体のマクロヘッジ(包括的なリスク回避)ができるようにする。また、現物の受け渡しを伴わない指数の差金決済とすることで、米業界関係者以外でも参加できるようになるため、個人投資家や機関投資家に分散投資先の一つとして活用してもらい、取引の活性化を狙う。堂島取引所の認可申請を受けた坂本哲志農相は2月22日の会見で「今回の申請は新たな内容での申請と受け止めている」と述べ、「今後、商品先物取引法が定める認可基準に照らして十分な取引が見込まれるか、生産流通を円滑にするため必要かつ適当か、といったことについて慎重に判断されるものと考えている」と話した。
一般財団法人農政調査委員会は、23年7月から11月末まで7回にわたり「農産物市場問題研究会」を開催して、農畜産物の市場の形態や価格形成について研究し、2024年2月に報告書を取りまとめた。報告書では、水産物や食肉などの市場が「価格形成・評価の拠点」として重要な役割を果たしているのに対して、コメにはそのような市場がなく、生産・供給を誘導する場がないことが指摘され、公平で自由な現物市場・先渡取引市場・先物清算市場を「コメが産業化するうえで欠くことが出来ないインフラ」と位置付けた。また、需要減と生産調整（減反政策）などで日本のコメ市場は縮小しているが、人口・経済が拡大している国々にはコメの大きな市場があり、日本産のコメの輸出先になり得る環太平洋地域は同一市場になりつつあると指摘された。しかし、現状では日本の取引所ではなく、中国の大連商品交易所がコメの先物取引の中心になっている。日本のコメが国際競争に耐えるように、価格形成を市場で行い、農家の所得を直接支払いで支える農政への転換を求めた。
2024年6月20日、農水省と経産省は、堂島取引所の申請を認可する方針を固め、6月21日に開かれた自民党の総合農林政策調査会と農林部会の合同会議に諮った上で、認可することを決定した。両省は「十分な取引量が見込め、生産・流通を円滑にするため必要かつ適当」との商品先物取引法上の認可基準を満たすと判断した。今回の認可について坂本農相は6月21日の閣議の後の会見で「コメの将来価格の動向を把握できるようになることで、需要に応じた生産の推進や価格の安定に寄与することを期待している」と述べた。認可の決定には、中国の大連商品交易所でコメの先物取引が活発になっていることも影響したとみられる。
米穀指数先物の上場を見据えて、6月26日、堂島取引所は、農林中央金庫の投融資企画部長や農中信託銀行の常務執行役員などを経験し、農業と金融の両面に詳しい有我渉執行役員を社長に昇格させた。有我社長は、「堂島コメ平均」と名付けた米穀指数先物について「現物市場との相互補完で生産者にとっても価格ヘッジ機能を提供できる。現在のコメの流通、販売システムの垣根を取っ払い、JAや大規模生産者も含め関係者が米価を知るための共通インフラにしたい」と話し、「堂島にとってコメの先物取引の再上場は悲願だった。今後は堂島ならではの商品をつくるなどして、取引高を増やしていきたい」と述べた。
2024年8月の「堂島コメ平均」の取引開始を控え、6月28日、堂島取引所は、売買時に参考値として用いる「現物コメ指数」を初公表した。6月の現物コメ指数は、取引単位となる1俵（60kg）あたりで1万5634円となった。この指数は、農水省が毎月発表する前月の「米の相対取引価格・数量」や公益社団法人米穀安定供給確保支援機構（東京都中央区）による「米取引関係者の判断に関する調査」で示される需給や米価の見通しなどのデータから算出される。
2024年7月25日、東京都千代田区の中労協ホールで全国米穀工業協同組合が東日本情報交換会と取引会を開催した。この席で有我社長が「堂島コメ平均」の指数先物取引の概要について説明した。この中で81の産地銘柄の価格換算表を配布し、「現物コメ指数」が16,000円の時の各産地銘柄の参考価格を提示した。「現物コメ指数」と各産地銘柄の価格との相関係数も示され、高い相関が認められた。この価格換算表を参考にして、各産地では先物市場で取引される「堂島コメ平均」から自県産米の将来価格を類推できるようになるため、堂島取引所は売り手も買い手も価格変動リスクのヘッジにこの指数を活用できるとしている。
2024年7月31日、堂島取引所が発表した7月の現物コメ指数は、1俵あたり前月比393円（3%）安の1万5241円だった。7月の現物コメ指数は、8月13日に上場する「堂島コメ平均」を取引する際の参考価格となる。
2024年8月13日、「堂島コメ平均」の取引開始直後に中心限月の2025年2月物など全ての商品で取引が成立し、それぞれの終値は7月の現物コメ指数よりも高い1俵あたり1万7200円となった。
2024年8月20日、マーケットメイカーが参加して「堂島コメ平均」の取引が本格的に始まり、中心限月の2025年2月物の終値はさらに値上がりして1俵あたり1万8060円となった。
りそな総合研究所の荒木秀之主席研究員は、米価の変動リスクを軽減させ、生産者と消費者の双方を守る仕組みとして意義があるとして、「堂島コメ平均」の上場を評価した。JAグループやコメ卸、外食産業などが参加すれば取引に厚みが出るため、積極的に取引に参加するよう求めた。コメは日本の主要農産物であるため、先物市場が拡大すれば日本の農業、関西の金融市場の潜在力を世界にアピールする上で重要な役割を果たし得ると見ている。近畿大学の増田忠義准教授は「取引参加者をいかに増やすかが課題だ」と述べ、リスクヘッジに役立つことが理解されれば参加者を増やせると指摘した。

## 上場商品

### 米穀指数・農産物・砂糖市場
以下の5品目（7市場）。
1. 小豆
2. 粗糖
3. 米国産大豆
4. とうもろこし50
5. 新潟コシEXW…上場廃止。売買実績はない。
6. 堂島コメ平均 （米穀指数）

2021年7月において、本取引所がウェブサイトで公開している資料によれば、コメ以外の商品については取引が無かった。なお大阪取引所では、大阪取引所またはそのグループ会社がウェブサイトで公開している資料によれば、とうもろこしについて同月7000単位、取引金額ベースで100億円を超える取引があった（大豆、小豆については同じく取引無し）。

### 貴金属市場
金・銀・白金の3品目を2023年3月27日から試験上場した。3年間の期限付きだが、取引を増やして常設市場化を目指している。取引単位の小口化や夜間の取引により、国内外の取引参加者を呼び込むことを目指していた。しかし、取引高は低迷しており、2023年11月に村田雅志社長（当時）は「当初の想定を大きく下回る取引高しかない」として貴金属市場が苦戦していることを認めている。
現在は金と白金先物の取引単位を10gとしているが、有我渉社長は、2025年夏にも1kgに大口化した商品を上場し、機関投資家の取り込みを図る方針を明らかにした。

## 商品指数

### 現物コメ指数
堂島取引所は、タイムリーな米価の指標として、当月の相対取引価格を推計する「現物コメ指数（JRPI：Japanese Rice Price Index）」を月末に公式ウェブサイトで公表している。指数の算出は公益財団法人流通経済研究所に委託している。堂島取引所は、現物コメ指数を算出する手法に対して、著作権その他一切の知的財産権を有しているため、指数を商業的に利用する場合は、堂島取引所との利用許諾契約を締結する必要がある。商業利用の例として、商品デリバティブ取引、先物・オプションなどの金融派生商品、投資ファンド等の金融商品の組成、データの有償提供などが挙げられる。
農林水産省は、出荷業者と卸売業者との間で数量と価格が決定された主食用の相対取引契約の価格（運賃、包装代、消費税を含む１等米の価格）を集計した「米の相対取引価格・数量」を毎月公表しており、前月のデータが指数の算出に利用されている。
また、公益社団法人米穀安定供給確保支援機構（米穀機構）は、主食用米の需給動向や価格水準などの取引状況を把握するため、「米取引関係者の判断に関する調査」を毎月行っている。その調査結果のDiffusion Index（DI）も指数の算出に利用されている。
農水省と米穀機構が公表した下記のデータを算出モデルに入力し、指数が算出されている。
- 前月の相対取引価格（全銘柄平均価格）：産地品種銘柄ごとの前年産米穀検査数量ウェイトで加重平均により算定した価格
- 前々月から前月の相対取引価格変化率
- 米価DI（現状）:米価水準の現状判断DI
- 需給DI（現状）:需給動向の現状判断DI
- 米価DI（見通し）:米価水準の見通し判断DI
- 需給DI（見通し）:需給動向の見通し判断DI

「現物コメ指数 算出要領 ver.1.0.0」によると、将来的に株式会社クリスタルライス、株式会社日本農産情報、みらい米市場株式会社などによる米の現物取引データも指数の算出に利用される可能性がある。
指数を構成する米の銘柄は、農水省が公表する「米の相対取引価格・数量」の全銘柄である。全国のうるち米玄米一等を対象としている。
| 年   | 1月分  | 2月分  | 3月分  | 4月分  | 5月分  | 6月分          | 7月分          | 8月分          | 9月分  | 10月分 | 11月分 | 12月分 |
| ---- | ------ | ------ | ------ | ------ | ------ | -------------- | -------------- | -------------- | ------ | ------ | ------ | ------ |
| 2024 | n/a    | n/a    | n/a    | n/a    | n/a    | 15,634 →15,766 | 15,241 →15,727 | 16,305 →15,862 | 16,252 | 23,279 | 24,460 | 24,873 |
| 2025 | 25,848 | 27,242 | 26,946 | 26,333 | 27,863 | 未公表         | 未公表         | 未公表         | 未公表 | 未公表 | 未公表 | 未公表 |

### 堂島コメ平均
「堂島コメ平均」は「平均米価」の将来における価格を表す米穀指数先物である。「平均米価」は「現物コメ指数」を1の位で四捨五入した数値で、偶数月の最終営業日午後３時に算出を開始し、算出後に公式ウェブサイトで公表している。「平均米価」を堂島コメ平均の最終決済数値として採用している。みらい米市場株式会社を米穀指数市場の指定現物市場に指定している。
| 売買仕法         | 個別競争取引（ザラバ取引）                                                         |
| 呼値の単位       | 60kg当たり10円刻み                                                                 |
| 取引単位         | 3トン（約定数値に50を乗じた値）                                                    |
| 立会日及び時刻   | 立会日：毎営業日 立会時刻：午前9時00分～午後3時00分                                |
| 取引の期限       | 新甫発会日の属する月から起算した12か月以内の各偶数限月（2、4、6、8、10、12月限）   |
| 新甫発会日       | 奇数月の第1営業日                                                                  |
| 当月限取引最終日 | 当月限の最終営業日の前営業日                                                       |
| 最終決済日       | 当月限の最終営業日                                                                 |
| 取引の結了       | 当月限取引最終日に残存する当限月の建玉を最終決済日に転売又は買戻しにより結了させる |

| 産地   | 品種銘柄                                                     | 産地     | 品種銘柄                           |
| ------ | ------------------------------------------------------------ | -------- | ---------------------------------- |
| 北海道 | ななつぼし、ゆめぴりか、きらら397                            | 福井県   | コシヒカリ、ハナエチゼン           |
| 青森県 | まっしぐら、つがるロマン                                     | 岐阜県   | ハツシモ                           |
| 岩手県 | ひとめぼれ、あきたこまち、銀河のしずく                       | 愛知県   | あいちのかおり                     |
| 宮城県 | ひとめぼれ、ササニシキ                                       | 三重県   | コシヒカリ（伊賀）、キヌヒカリ     |
| 秋田県 | あきたこまち、ひとめぼれ、めんこいな                         | 滋賀県   | コシヒカリ、キヌヒカリ、みずかがみ |
| 山形県 | はえぬき、つや姫、雪若丸                                     | 兵庫県   | ヒノヒカリ、キヌヒカリ             |
| 福島県 | コシヒカリ（中通り）（会津）（浜通り）、ひとめぼれ、天のつぶ | 奈良県   | ヒノヒカリ                         |
| 茨城県 | コシヒカリ、あきたこまち、ふくまる                           | 鳥取県   | きぬむすめ、コシヒカリ、ひとめぼれ |
| 栃木県 | コシヒカリ、とちぎの星                                       | 島根県   | きぬむすめ、コシヒカリ、つや姫     |
| 群馬県 | あさひの夢                                                   | 岡山県   | きぬむすめ、コシヒカリ             |
| 埼玉県 | 彩のきずな                                                   | 広島県   | コシヒカリ、あきさかり             |
| 千葉県 | コシヒカリ、ふさこがね、ふさおとめ                           | 香川県   | コシヒカリ、コノヒカリ、あきさかり |
| 山梨県 | コシヒカリ                                                   | 福岡県   | 夢つくし、元気つくし               |
| 静岡県 | コシヒカリ                                                   | 佐賀県   | さがびより、夢しずく、ヒノヒカリ   |
| 新潟県 | コシヒカリ（一般）（魚沼）、こしいぶき                       | 熊本県   | ヒノヒカリ、コシヒカリ             |
| 富山県 | コシヒカリ、てんたかく                                       | 鹿児島県 | ヒノヒカリ、あきほなみ             |
| 石川県 | コシヒカリ                                                   |          |                                    |

## 取引参加者
堂島取引所が開設する商品市場で直接取引ができる者を取引参加者という。取引参加者は市場取引参加者と受託取引参加者に大別される。取引参加者以外の者は、受託取引参加者を通じて取引を行う。

### 受託取引参加者の一覧
受託取引参加者は、自己の計算による取引と委託者の計算による取引を行う。
| 参加者                   | 米穀指数 | 農産物 | 砂糖 | 貴金属 |
| ------------------------ | -------- | ------ | ---- | ------ |
| 岡地株式会社             | Yes      | Yes    | Yes  | Yes    |
| 岡安商事株式会社         | Yes      | Yes    | Yes  | Yes    |
| 株式会社コムテックス     | Yes      | Yes    |      | Yes    |
| サンワード証券株式会社   | Yes      | Yes    | Yes  | Yes    |
| 日産証券株式会社         | Yes      | Yes    |      | Yes    |
| 北辰物産株式会社         | Yes      | Yes    |      | Yes    |
| 豊トラスティ証券株式会社 | Yes      | Yes    | Yes  | Yes    |
| 株式会社SBI証券          | Yes      | Yes    |      | Yes    |

### 市場取引参加者の一覧
市場取引参加者は自己の計算による取引のみを行う。2024年12月4日現在の市場取引参加者は下記の通り。
| - 株式会社アステム - 株式会社アプレ - 伊丹産業株式会社 - 大西商事株式会社 - 株式会社かね善 - カネツ商事株式会社 - 株式会社カネマス商店 - 岸和田食糧株式会社 - 近畿食糧株式会社 | - 株式会社クリスタルライス - 株式会社神明 - 全国米穀販売事業共済協同組合 - 千田みずほ株式会社 - 日本甜菜製糖株式会社 - 日本マテリアル株式会社 - 公益社団法人日本べんとう振興協会 - 株式会社明治フードマテリア - 株式会社モリプランニング | - 株式会社山三商会 - 株式会社ヤマタネ - 吉野電化工業株式会社 - AH Investment Pte. Ltd. - 株式会社BuySell Technologies - DM三井製糖株式会社 - SBIネオトレード証券株式会社 - SWAトレーディング株式会社 |